# Ямельник-Кольонія
Ямельник-Кольонія (пол. Jamielnik-Kolonia) — село в Польщі, у гміні Сточек-Луковський Луківського повіту Люблінського воєводства.
Населення — 212 осіб (2011).
У 1975-1998 роках село належало до Седлецького воєводства.

## Демографія
Демографічна структура станом на 31 березня 2011 року:
|          | Загалом | Допрацездатний вік | Працездатний вік | Постпрацездатний вік |
| -------- | ------- | ------------------ | ---------------- | -------------------- |
| Чоловіки | 104     | 25                 | 72               | 7                    |
| Жінки    | 108     | 30                 | 62               | 16                   |
| Разом    | 212     | 55                 | 134              | 23                   |